# Categorie 3-kabel

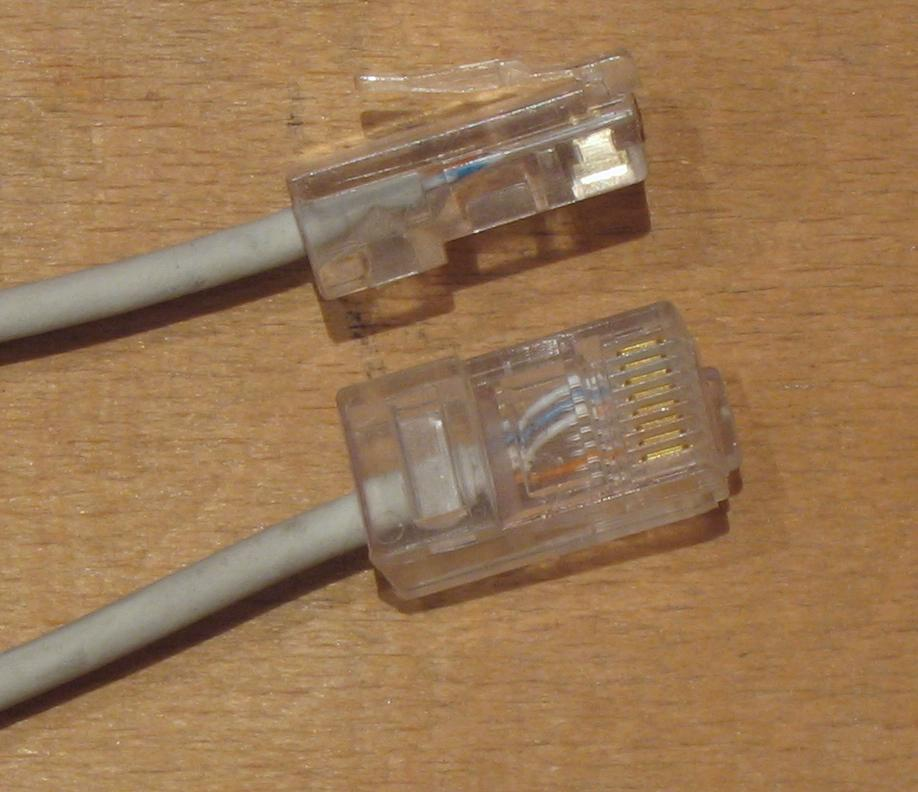
Een Cat3-kabel

Categorie 3-kabel (in het Engels Category 3, vaak afgekort tot Cat3) is niet-afgeschermde twisted pair (UTP) kabel die gebruikt wordt voor telefoonbedrading. Cat3-kabel kan ook gebruikt worden als netwerkkabel voor snelheden tot 10 Mbps.
De Cat3-standaard werd in 1991 voor het eerst gepubliceerd in ANSI/TIA/EIA-568-1991 en maakt deel uit van een familie van standaarden die gezamenlijk zijn opgesteld door de Electronic Industries Alliance (EIA) en de Telecommunications Industry Association (TIA). Cat3-kabel kan 2, 3 of 4 kabelparen hebben.
Cat3-kabel werd begin jaren negentig veel gebruikt in computernetwerken voor 10BASE-T Ethernet en in veel mindere mate, voor 100BaseVG Ethernet, Token Ring en 100BASE-T4. De originele Power over Ethernet 802.3af-specificatie ondersteunt het gebruik van Cat3-kabel, maar de latere 802.3at Type 2-variant met hoog vermogen doet dat niet.
Pure 100BASE-T4-netwerken, die 100 Mbps via Cat3 ondersteunen, lijken een zeldzaamheid te zijn geweest omdat er nooit veel netwerkkaarten en -switches voor zijn uitgebracht. Voor het overbruggen van 100BASE-T4 met 100BASE-TX was extra netwerkapparatuur nodig.
Vanaf medio jaren negentig werd voor nieuwe gestructureerde bekabeling de betere Cat5e-kabel gebruikt, die vereist is voor Fast Ethernet en Gigabit Ethernet. Alle moderne netwerkinfrastructuur gebruikt Cat5e- of Cat6-bekabeling.
Cat1 · Cat2 · Cat3 · Cat4 · Cat5/5e · Cat6/6a · Cat7/7a · Cat8/8.1/8.2